# DSG-växellåda

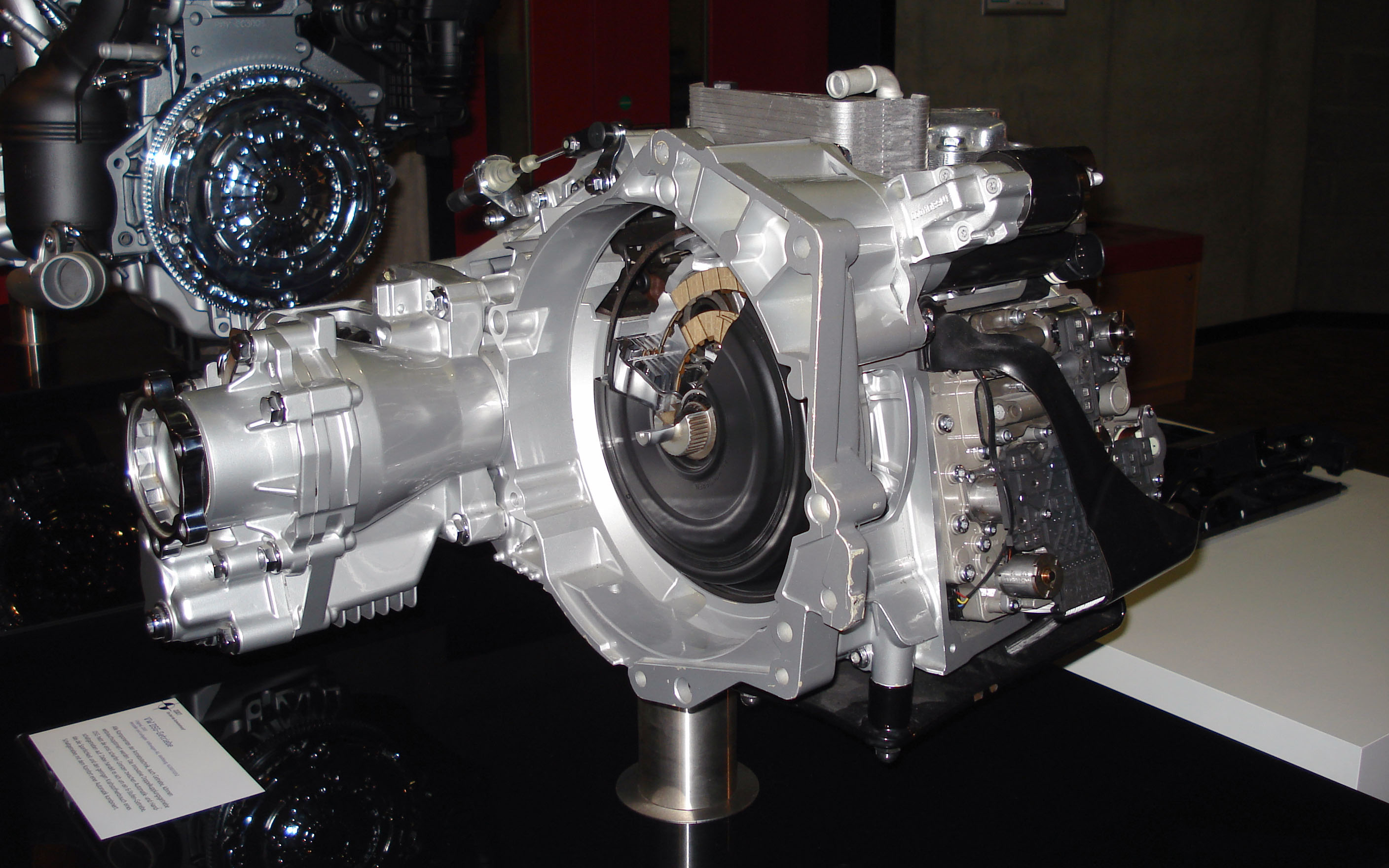
Partiellt tvärsnitt på en 6-växlad DSG-låda från VAG. De koncentriska flerskiviga kopplingarna har sektioneras, tillsammans med mekatronik-modulen. bilden visar också det extra kraftuttaget för att distribuera vridmomentet till en annan hjullaxel, för applikationer med fyrhjulsdrift.

Schematiskt diagram av en dubbelkopplingstransmission

Dubbelkopplings-växellåda:
M: Motor
A: Primär drivaxel
B: Dubbelkoppling
C: Slutdrev
D: Mellandrev för jämna växlar
E: Mellandrev för udda växlar
F: Utgående axel

En DSG-växellåda (engelska: Direct-Shift Gearbox, tyska: Direkt-Schalt-Getriebe), ofta förkortat DSG, är en elektroniskt styrd växellåda med dubbla kopplingar och med två ingående axlar. Växellådans i- och urkoppling sköts helt automatiskt och valet av utväxlingsförhållande sköts antingen automatiskt eller semiautomatiskt via rattpaddlar eller växelväljarspak. Den första egentliga dubbelkopplade växellådan konstruerades av Porsche på 1980-talet för deras tävlingsverksamhet med modell 962.
Principiellt är det egentligen två separata manuella växellådor (och kopplingar), som är ihopbyggda och arbetar som en enhet. Dagens DSG-växellåda är konstruerad av BorgWarner, och var från början licensierad till VAG-koncernen. Genom att använda två oberoende kopplingar, kan en DSG-lådas ena sida ha nästa växelläge redo för en snabbare växlingsfas och behöver inte använda någon momentomvandlare som i en konventionell planetväxel-baserad automatväxellåda.

## Applikationer
VAG-fordon med DSG-växellåda:

### Audi
Audi använde från början uttrycket DSG, men döpte sedan om växellådstypen till  "S tronic".
- Audi TT
- Audi A1
- Audi A3
- Audi S3
- Audi A4 (B8)
- Audi S4 (B8)
- Audi A5
- Audi A7
- Audi A8 (D4)
- Audi Q5
- T-Roc

### Bugatti
- Bugatti Veyron EB 16.4 (Utvecklad av Ricardo Consulting Engineers).

### SEAT
- SEAT Ibiza
- SEAT León
- SEAT Altea
- SEAT Toledo
- SEAT Alhambra
- SEAT Ateca

### Škoda
- Škoda Fabia
- Škoda Octavia
- Škoda Roomster
- Škoda Superb II
- Škoda Yeti

## För- och nackdelar
Fördelar
- Bättre bränsleekonomi (upp till 15 procents förbättring) jämfört med en konventionell automatväxellåda.
- Ingen förlust av vridmoment mellan motorn och drivhjul vid växling.
- Snabb uppväxling (8 millisekunder) vid övergång till ett förvalt växelläge.
- Smidigt växlingsförfarande.
- Konsekvent växlingtid på 600 millisekunder, oavsett gaspådrag eller driftläge

Nackdelar
- Något lägre verkningsgrad jämfört med en konventionell manuell växellåda, särskilt på våt-koppling varianter (på grund av ett visst motstånd i den våta lamellkoppling som inte är i ingrepp)
- Dyra specialoljor till växellådan (smörjmedel med särskilda tillsatser behövs, som i modeller med våtkoppling kräver regelbundna förhållandevis täta oljebyten).
- Relativt dyra att tillverka, som därmed ökar fordonspriset
- Relativt lång växlingstid till ej förvalda (oförutsedda) växellägen (ca 1100 ms, beroende på situation).
- Vridmomentets hantering innebär kapacitetsbegränsningar för senare motormodifieringar.
- Mekatroniska problem i tidigare enheter, som krävde att man bytte växellåda.
- Den 7-växlade varianten från VAG med modellbeteckningen DQ200 har flitigt figurerat i svensk motorpress som en växellåda med mycket problem.[5]

## Versioner DSG-lådan
| Namn   | Placering     | Växlar | Max. Vridmoment (N·m) | Typ av koppling | Kommentarer |
| ------ | ------------- | ------ | --------------------- | --------------- | --- |
| DQ200  | Tvärställd    | 7      | 250                   | Torr            | 7-stegs DSG med torr koppling, vanligast i VAG-bilar från 2007 och framåt med motorer på 1.0–1.9 liter. (Max vridmoment 250Nm) |
| DQ200e | Tvärställd    | 7      |                       | Torr            | 7-stegs DSG med torr koppling, används till 1.4 TSI Hybrid-modeller. |
| DQ250  | Tvärställd    | 6      | 400                   | Våt             | 6-stegs DSG, vanligast i VAG-bilar från 2003 och framåt. |
| DQ380  | Tvärställd    | 7      | 420                   | Våt             | 7-stegs DSG med våt koppling, används i Golf 7 GTI och Audi S3. Började tillverkas 2015, vanlig i Kina. Mindre version av DQ500, som används i Audi RS3 & Audi Q3 2.0TFSI/TDI motorer. |
| DQ381  | Tvärställd    | 7      | 420-430               | Våt             | År 2017 kom en förbättrad version av DQ380 som kallas DQ381(också känd som 0GC). Används i många nya modeller på MQB-plattformen, som Arteon. DQ381 har en version för fyrhjulsdrivna bilar: DQ381-7A, och en för framhjulsdrivna: DQ381-7F. |
| DQ400e | Tvärställd    | 6      | 400                   | Våt             | 6-stegad DSG med våt koppling som används i plug-in hybriderna Golf GTE och Passat GTE, de motsvarande e-tron versionerna av Audi A3 och Audi Q3, samt Seat León e-Hybrid och Skodas iV-modeller. Elmotorn är inbyggd i växellådan. Denna DSG-låda har sammanlagt 3 kopplingar (varav en för elmotorn). |
| DQ500  | Tvärställd    | 7      | 600                   | Våt             | 7-stegad DSG med våt koppling, vanligast i Transporter 2009–2013, VW Tiguan 2.0TDI 4motion, men används också i Audi RS3 och VW Passat B8 BiTDI. Även standard i Audi Q3 med 2.0TFSI/TDI motor. |
| DQ511  | Tvärställd    | 10     | 550                   | Våt             | DQ511 var en planerad 10-stegad DSG. Projektet lades ner av kostnadsskäl och att den blev för komplicerad. |
| DL382  | Längsplacerad | 7      | 500                   | Våt             | 7-stegad DSG med våt koppling. Används i Audi A4/A5/A6/Q5. Började tillverkas 2015 med 400Nm som högsta vridmoment, framhjulsdriven variant DL382-7F och fyrhjulsdriven DL382-7Q finns. Quattro Ultra fyrhjulsdriven version DL382-7A introducerades med Audi Q5(typ FY). Audi A6/A7(typ 4K) fick en variant för högre vridmoment (upp till 500Nm) som kallas DL382+. 0CK och 0DN är kodnamn för DL382-7F, 0CL för DL382-7Q, 0CJ och 0DP för DL382-7A samt 0HL för DL382+-7A. |
| DL501  | Längsplacerad | 7      | 600                   | Våt             | 7-stegs DSG med våt koppling. (Audi S-tronic) |
| DL800  | Längsplacerad | 7      |                       | Våt             | 7-stegad DSG med våt koppling. Ovanlig, finns i andra generationens Audi R8 (2015–nu) och Lamborghini Huracan. |